# Чёрное солнце (фильм, 1966)
«Чёрное солнце» (фр. Soleil noir) — художественный фильм совместного производства Франции и Италии, снятый в 1966 году режиссёром Дени де Ла Пательером.

## Сюжет
После смерти от сердечного приступа промышленника и финансиста Гастона Родье его семья спешит решить, как разделить наследство, однако его дочь Беатрис возражает против распоряжения его имуществом без согласия старшего сына Ги. В 1944 году Ги был заочно приговорён к смерти за сотрудничество с оккупантами, а именно: за призывы к французам идти воевать на Восточный фронт во время его работы журналистом в газете, финансируемой семьёй, и после освобождения был вынужден скрыться где-то в Африке. Беатрис, выполняя просьбу отца, собирается отыскать брата и вернуть его к семейному бизнесу. Оставив мужа, с которым у неё давно нет взаимопонимания, она отправляется в Африку и попадает в затерянный в глубине пустыни Томбор, где живет кучка отщепенцев всякого рода: бывшие военные, торговцы наркотиками, преступники и проститутки, над которыми главенствует некий злодей по имени Эржи с его напарником Байяром. Там, в компании с неуравновешенной итальянкой, отцеубийцей Марией, она находит своего брата под именем Жана Феннера, опустошённого алкоголика, занимающегося самодеятельным врачеванием туземцев. Он сначала отказывается следовать за сестрой, но Беатрис упорствует, подвергая себя опасности, чтобы пробудить в нём добрые чувства. Игнорируя интерес к ней английского авиатора Элиотта, она заводит провокативное знакомство с Эржи и вынуждает брата вмешаться в обострившуюся ситуацию. Он решает вернуться во Францию вместе с сестрой, хотя испытывает угрызения совести по поводу того, чтобы оставить нуждающуюся в нём Марию. Тем временем поднимается волнение среди местного населения, вызванного распущенными Баяром слухами, что молодая женщина хочет забрать от них «хорошего врача». Ги приходится спасать Беатрис, и в этом к нему на помощь приходит Элиотт, который берёт их в свой самолёт. Эржи убивает Байяра и бросается в погоню за ними на борту Мессершмитта, пилотируемого бывшим нацистом. Преследователей им удаётся сбить, но Эржи остаётся невредимым, в то время как самолёт Элиотта оказывается повреждённым и больше не может взлететь. Им помогает караван кочевников, но Эржи захватывает оружие и угрожает их убить. Гай бросается на него и душит. В конце концов он решает продолжить свою миссию в Африке, а Беатрис возвращается во Францию с Элиоттом.

## Съёмочная группа
- Режиссёр : Дени де Ла Пательер, 1-й асс. Роберто Бодегас (фр. Roberto Bodegas), асс. Марко Пико (фр. Marco Pico)
- Сценарий : Дени де Ла Пательер, Паскаль Жарден (фр. Pascal Jardin)
- Оператор-постановщик : Арман Тирар (фр. Armand Thirard)
- Композитор : Жорж Гарваренц

## В ролях
- Мишель Мерсье: Беатрис Родье
- Даниэль Желен: Ги Родье, или Жан Феннер
- Валентина Кортезе: Мария
- Луи Сенье: Гастон Родье
- Дэвид О’Брайен (англ. David O’Brien): Элиотт
- Дени Савинья (фр. Denis Savignat): Симон, муж Беатрис
- Дениз Вернак (фр. Denise Vernac): Элиза, мадам Родье
- Гарри Рибоэр (фр. Harry Ribauer): Германн
- Доминик Паж (фр. Dominique Page): девушка в Томборе
- Патрик Балькани (фр. Patrick Balkany): Патрик Родье
- Арам Стефан (фр. Aram Stéphan): генерал
- Ив Бренвиль (фр. Yves Brainville): адвокат Родье
- Морис Гаррель: Коллабо